# Burgstelle Schlossbuck
Die Burgstelle Schlossbuck, auch Alt-Schollenberg oder Radegg genannt, ist eine abgegangene mittelalterliche Höhenburg bei Berg am Irchel im Kanton Zürich in der Schweiz.

## Lage
Die Burgstelle liegt 2 km westlich von Berg am Ostufer des Rheins auf einem Ausläufer des Irchels, dem Schlossbuck. Östlich der Burgstelle führt die Irchelstrasse vorbei, die Flaach mit Freienstein verbindet. Die Burgstelle wird oft mit der Burgstelle Radegg verwechselt, die 500 m südwestlich in der Gemeinde Freienstein-Teufen liegt. Von der Bushaltestelle Ziegelhütte in Flaach ist sie zu Fuss entlang dem Rheins zu erreichen.

## Geschichte
Die Burg diente vermutlich der Ministerialfamilie Scholl im 13. Jahrhundert und im frühen 14. Jahrhundert als Wohnsitz. Sie waren Gefolgsleute der Kyburger und der Teufener. Es gibt aber keine eindeutigen Hinweise darüber, dass sie auf der Burg wohnten. Andere Quellen ordnen die Burg der Familie Schade von Radegg zu, wenngleich die eher auf der Burgstelle Radegg beheimatet waren.
Es ist nicht bekannt, wann die Burg aufgelassen wurde. Eine Dokumentation durch die Kantonsarchäologie erfolgte erstmals in den Jahren 2014 und 2015, es wurden aber noch keine wissenschaftlichen Grabungen durchgeführt.

## Bauwerk
Die Burgstelle besteht aus einem Burghügel, auf dem die Hauptburg gestanden haben dürfte. Dieser war durch die gegen den Untertobelbach, den Rhein und den Zieglerholzbach steil abfallenden Hänge auf drei Seiten natürlich geschützt, auf der Ostseite gegen den Irchel wurde zum Schutz der Anlage ein Halsgraben angelegt. Westlich der Hauptburg, die eine Fläche von 22 × 16 Metern belegte, schloss sich abgetrennt durch einen Abschnittsgraben die Vorburg an, die auf einer Grundfläche von  45 × 19 Metern stand. Noch weiter westlich gegen den Rhein schloss sie ein weiteres abterassierte Plateau an, auf dem vielleicht der Schlossgarten oder eine weitere Vorburg gestanden hat. Der Turm der Hauptburg dürfte am östlichen Ende des Areals gestanden haben, das die höchste Erhebung des Geländes ist.

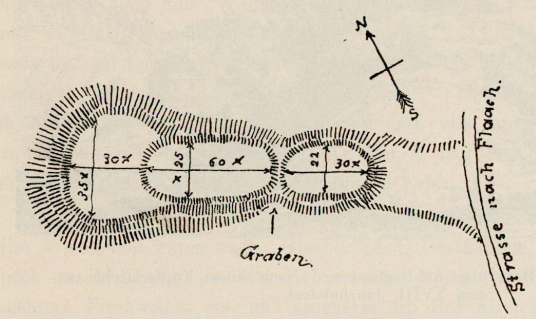
Grundskizze der Burgstelle
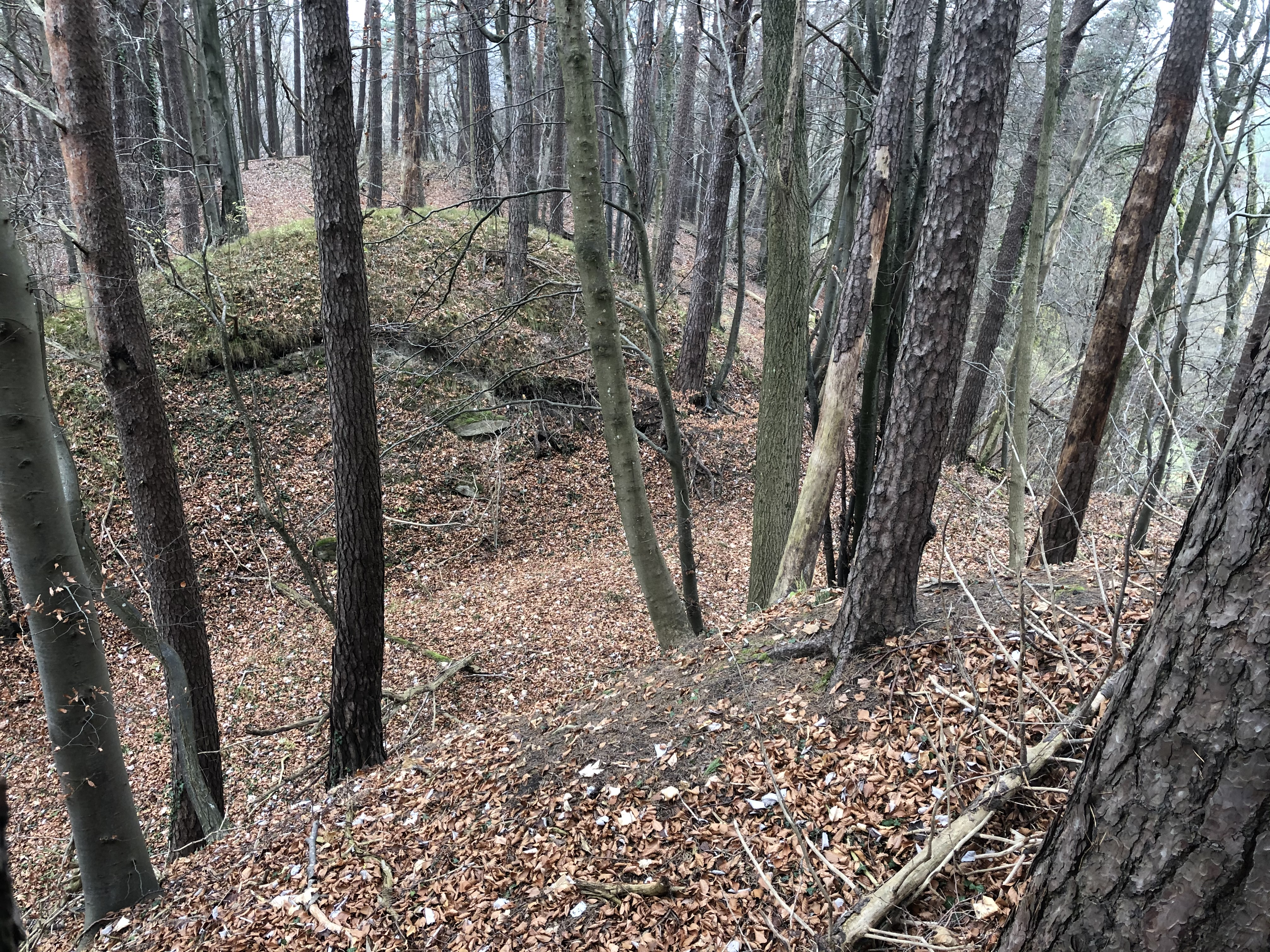
Blick in den Halsgraben nach Westen
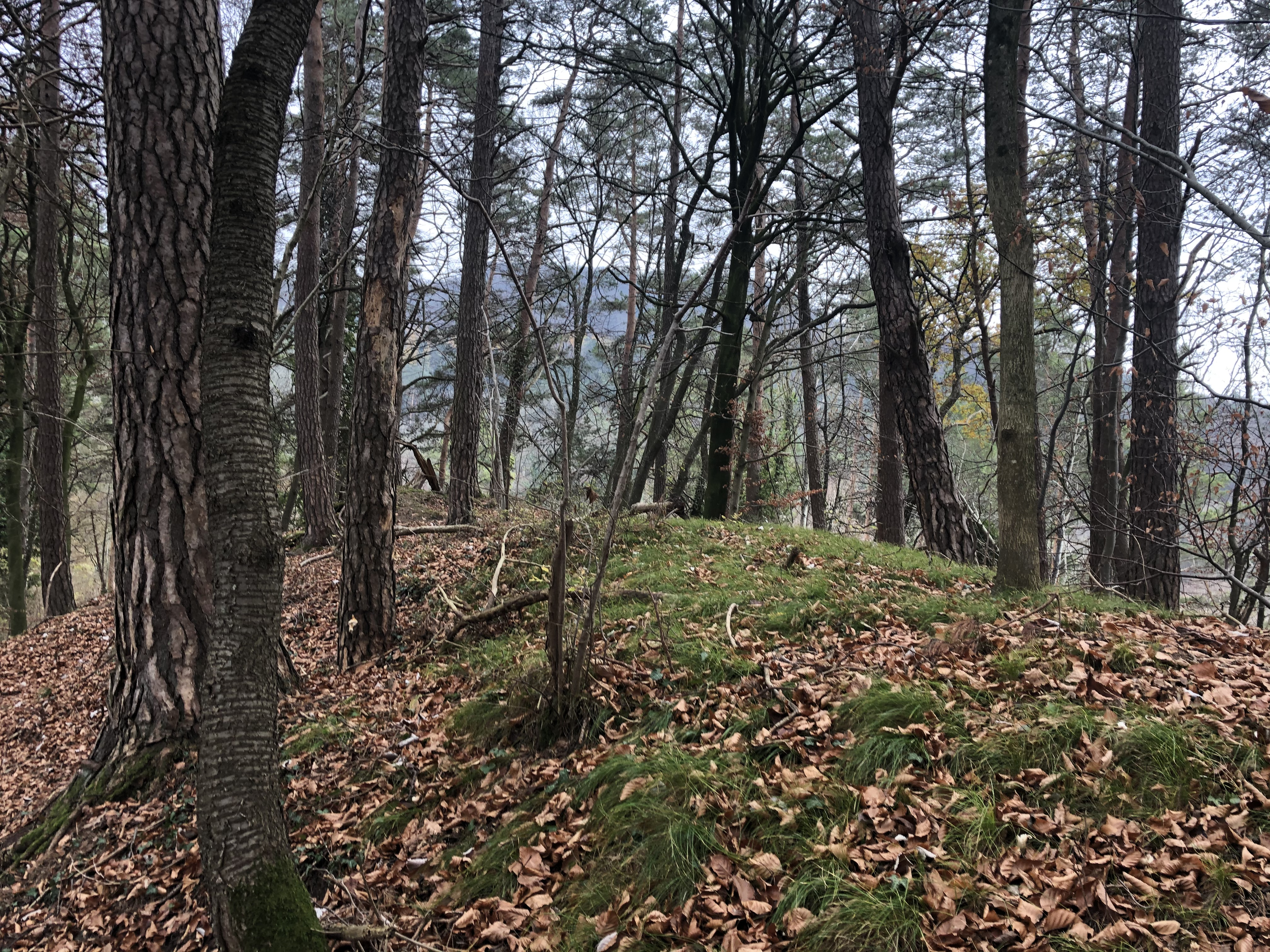
Plateau